# Eric Göran Walbom
Eric Göran Walbom, född i 8 februari 1710 i Vadstena församling, Östergötlands län, död 23 april 1773 i Vallerstads församling, Östergötlands län, var en svensk präst.

## Biografi
Walbom föddes 8 februari 1710 i Vadstena församling. Han var son till kyrkoherden Magnus Walbom i Hällestads församling och Martha Regina Cederberg. Walbom började sina studier i Linköping och blev 6 augusti 1729 student vid Uppsala universitet. Han blev 5 juni 1740 magister. Walbom blev 1745 gymnasieadjunkt i Linköping. 1749 blev han rektor i Eksjö. Walbom blev 1750 konrektor i Linköping och 1751 rektor. 1752 blev han lektor i matematik. Han blev samma år lektor i latin. Walbom prästvigde 12 juli 1752. 14 maj 1758 blev han kyrkoherde i Vallerstads församling och 24 april 1759 kontraktsprost i Gullbergs och Bobergs kontrakt. Walbom avled 23 april 1773 i Vallerstads socken och begravdes 6 maj samma år i Vallerstads kyrka. Till hans begravning författades verser av Samuel Älf, J. J. K., M. N. och sönerna.
1750 var Walbom orator vid prästmötet.

### Familj
Walbom gifte sig 28 augusti 1751 med Catharina Sophia Roos (1733–1788). Hon var dotter till kyrkoherden Anders Roos i Röddinge församling och Christina Filenius. De fick tillsammans barnen Ulrica Walbom (1753-1754), Ulrica Christina Walbom (1755-1788) som var gift med stadsfältskären Jonas Nathell i Skänninge, Magnus Walbom (1756-1775), kommissarien Anders Magnus Walbom (1760-1814) vid Riksgäldskontoret, kyrkoherden Per Walbom i Södra Vi församling, Charlotta Sophia Walbom (född 1763) som var gift med häradsskrivaren Nils Flistedt och Beata Helena Walbom (1768-1774). Catharina Sophia Roos gifte om sig efter Walboms död med löjtnanten Johan Saxon vid husarerna.